# A S.T.R.A.M.M. – A kém kutya epizódjainak listája
Ez a lap a S.T.R.A.M.M. – A kém kutya című sorozat epizódjait tartalmazza.

## Évados áttekintés
| Évad | Évad | Epizódok | Eredeti sugárzás | Eredeti sugárzás | Magyar sugárzás     | Magyar sugárzás   |
| Évad | Évad | Epizódok | Évadpremier      | Évadfinálé       | Évadpremier         | Évadfinálé        |
| ---- | ---- | -------- | ---------------- | ---------------- | ------------------- | ----------------- |
|      | 1    | 26       | 2010. október 2. | 2012. május 27.  | 2012. március 19.   | 2013. április 5.  |
|      | 2    | 26       | 2012. május 13.  | 2014. május 17.  | 2013. augusztus 19. | 2014. október 24. |
|      | 3    | 8        | 2014. július 26. | 2015. április 4. | N/A                 | N/A               |

## 1. évad
| Sorszám | Hivatalos epizódcím                          | Hivatalos premier    | Hivatalos magyar cím                                   | Hivatalos magyar premier |
| ------- | -------------------------------------------- | -------------------- | ------------------------------------------------------ | ------------------------ |
| 1.      | Purr-fect Partners / Doom-mates              | 2010. október 2.     | Az ember legjobb barátja/ A Hívatlan vendég            | 2012. március 19.        |
| 2.      | Cruisin' for a Bruisin' / Puppy Love"        | 2010. október 9.     | Rakás hajószerencsétlenség / Kutyaszerelem             | 2012. április 5.         |
| 3.      | Mall Rat / Operation: Happy Birthday         | 2010. október 16.    | Kiálts Patkány/ A Boldog Szülinapot hadművelet         | 2012. március 20.        |
| 4.      | Toast of T.U.F.F. / Share-A-Lair             | 2010. október 23.    | S.T.R.A.M.M. pirítás/ Kémszervezet albérlőtársat keres | 2012. április 12.        |
| 5.      | Snapnapped / Mom-A-Geddon                    | 2010. november 6.    | Tudóskötő Férgusz/ Mamageddon                          | 2012. március 21.        |
| 6.      | Chilly Dog / The Doomies                     | 2010. november 27.   | Hidegre téve/ A Goni                                   | 2012. április 26.        |
| 7.      | Dog Daze / Internal Affairs                  | 2010. november 27.   | Hipnokutya/ Belső ügyek                                | 2012. április 19.        |
| 8.      | Watch Dog / Dog Dish                         | 2011. január 15.     | Kutya egy idő/ Kutyatál                                | 2012. május 17.          |
| 9.      | Thunder Dog / Snap Dad                       | 2011. február 12.    | Villámkutya/ Férgusz papa                              | 2012. május 3.           |
| 10.     | Iron Mutt / The Wrong Stuff                  | 2011. február 26.    | Vasblöki/ Az igaztalanok                               | 2012. május 10.          |
| 11.     | Forget Me Mutt / Mind Trap                   | 2011. április 9.     | Kutya emlékezet/ A gondolatlopó                        | 2012. november 12.       |
| 12.     | Frisky Business / Hot Dog                    | 2011. augusztus 13.  | Kivert kutya/ Szépségriadó                             | 2012. november 15.       |
| 13.     | Kid Stuff / Super Duper Crime Busters        | 2011. augusztus 13.  | Gyerekzsivaj/ Hiperszuper bűnüldözők                   | 2012. november 13.       |
| 14.     | Disobedience School / The Dog Who Cried Fish | 2011. augusztus 16.  | Lókötő iskola/ A kutya aki halat kiáltott              | 2012. november 16.       |
| 15.     | The Rat Pack / Booby Trap                    | 2011. augusztus 19.  | A patkányfalka/ Szulavadászat                          | 2012. november 20.       |
| 16.     | Snappy Campers / Lucky Duck                  | 2011. szeptember 17. | Lókötő táborozók / Mázlis kacsa                        | 2012. november 22.       |
| 17.     | The Curse of King Mutt / Bored of Education  | 2011. október 10.    | Kutyánhámon átka/ Uncsi suli                           | 2012. november 21.       |
| 18.     | Guard Dog / Dog Save the Queen"              | 2011. október 10.    | Házőrző/ Kutyahideg időjárás                           | 2012. november 23.       |
| 19.     | Doom and Gloom / Law and Odor                | 2011. november 26.   | Végzet a nyégyzeten/ Bűnüldözés                        | 2012. november 19.       |
| 20.     | A Doomed Christmas                           | 2011. december 10.   | Egy végzetes karácsony                                 | 2012. december 24.       |
| 21.     | Big Dog on Campus / Dog's Best Friend        | 2012. január 16.     | A suli vagánya / A kutya legjobb barátja               | 2013. április 1.         |
| 22.     | Mission: Really Big Mission                  | 2012. március 31.    | A nagyon nagyon nagyon nagy küldetés                   | 2012. november 23.       |
| 23.     | Monkey Business/ Diary of a Mad Cat          | 2012. április 21.    | Majomparádé / Egy őrült macska naplója                 | 2013. április 4.         |
| 24.     | Dudley Do-Wrong / Puppy Unplugged            | 2012. május 6.       | Dudley, a rosszkutya / Kutyus szóló                    | 2013. április 2.         |
| 25.     | Top Dog / Quack in the Box                   | 2012. május 20.      | Főkutya / Gyorsajándék                                 | 2013. április 3.         |
| 26.     | Lie Like A Dog / Cold Fish                   | 2012. május 13.      | Sánta kutya / Fagyasztott hal                          | 2013. április 5.         |

## 2. évad
| Sorszám | Hivatalos epizódcím                                    | Hivatalos premier  | Hivatalos magyar cím                              | Hivatalos magyar premier |
| ------- | ------------------------------------------------------ | ------------------ | ------------------------------------------------- | ------------------------ |
| 1.      | Freaky Spy Day / Dog Tired                             | 2012. május 13.    | Egy kémkedős nap / Kutya fáradt                   | 2013. augusztus 20.      |
| 2.      | Pup Daddy / Candy Cane-ine                             | 2012. június 3.    | Dudley papus/ Dudley és a csokigyár               | 2013. augusztus 19.      |
| 3.      | Bark to the Future / Lights, Camera, Quacktion         | 2012. október 13.  | Kutya a jövőböl/ A kacsa akció                    | 2013. augusztus 23.      |
| 4.      | Happy Howl-O-Ween                                      | 2012. október 27.  | Boldog hallovaút!                                 | 2013. augusztus 30.      |
| 5.      | Bark to Nature / Mutts and Bolts                       | 2013. augusztus 5. | A természet lágy ölebe/ A felvillanyozott kutya   | 2013. szeptember 4.      |
| 6.      | Dog House / Time Waits for No Mutt                     | 2013. augusztus 6. | Kutyaház/ Kutya késő                              | 2013. augusztus 21.      |
| 7.      | Mud with Power / Legal Beagle                          | 2014. augusztus 7. | Rákkirályok / Kutyatörvény                        | 2014. október 15.        |
| 8.      | Hush Puppy / Quacky Birthday                           | 2013. augusztus 8. | Csitt kutyus/ Hápi nap                            | 2013. augusztus 29.      |
| 9.      | Sheep Dog / Mom's Away                                 | 2013. augusztus 9. | Birkabőrben / Elanyátlanodva                      | 2014. október 21.        |
| 10.     | Love Bird / Bluff Puppy                                | 2013. október 20.  | Turbékoló szerelem/ A nagy blöff                  | 2013. augusztus 22.      |
| 11.     | Rat Trap / Agent of the Year                           | 2013. október 27.  | Patkány csapda/ Az év ügynöke                     | 2013. augusztus 27.      |
| 12.     | Barking Tall / Bad Eggs                                | 2013. november 3.  | A nagy kutya/ A zápítógép                         | 2013. szeptember 3.      |
| 13.     | Carbon Copies / TUFF Cookies                           | 2013. november 10. | Dudley dupláz/S.T.R.A.M.M.-süti                   | 2013. szeptember 5.      |
| 14.     | Subliminal Criminal / Acting T.U.F.F.                  | 2013. november 17. | Az álomrablás / Chuck S.T.R.A.M.M.-mul            | 2013. szeptember 6.      |
| 15.     | Close Encounters of the Doomed Kind / Golden Retriever | 2013. december 27. | VÉGZET típusú találkozások / Kutyus a vadnyugaton | 2013. augusztus 26.      |
| 16.     | Til Doom Do Us Part                                    | 2014. február 14.  | Míg a végzet el nem választ                       | 2013. szeptember 2.      |
| 17.     | Crime Takes a Holiday / Flower Power                   | 2014. április 19.  | Bűnnepek / Itt az erő, itt az izom                | 2014. október 22.        |
| 18.     | The Spelling Bee / House Broken                        | 2014. április 19.  | Helyes sírás / Szobakutya                         | 2014. október 16.        |
| 19.     | T.U.F.F. Choices / Sob Story                           | 2014. április 26.  | Kutyanehéz döntések/ Kutya könnyek                | 2013. augusztus 28.      |
| 20.     | T.U.F.F. Sell / Tattle Tale                            | 2014. április 26.  | S.T.R.A.M.M. árak / Pletykaháború                 | 2013. november 1.        |
| 21.     | True Spies / Bagel and the Beast                       | 2014. május 3.     | Igaz kémek / Az észlény és a szörnyeteg           | 2014. október 14.        |
| 22.     | Dancin' Machine / The Good, The Bad and The Quacky     | 2014. május 3.     | Géppuskaláb / A jó, a rossz és a Hápi             | 2014. október 17.        |
| 23.     | Pup Goes The Weasel / Puppy Pause                      | 2014. május 10.    | Ott megy a menyét / Időkutya                      | 2014. október 20.        |
| 24.     | Match Me If You Can / Organized Crime                  | 2014. május 10.    | Páratlan párosok / Szervezett bűn                 | 2014. október 23.        |
| 25.     | A Tale of Two Kitties / Pup in the Air                 | 2014. május 17.    | Két cirmos meséje / Súlytalan ügy                 | 2014. október 13.        |
| 26.     | Girlfriend or Foe? / Scared Wit-Less                   | 2014. május 17.    | Barátnő vagy ellenség? / A bátor kutya            | 2014. október 24.        |

## 3. évad
| Sorszám | Hivatalos epizódcím                 | Hivatalos premier | Hivatalos magyar cím | Hivatalos magyar premier |
| ------- | ----------------------------------- | ----------------- | -------------------- | ------------------------ |
| 1.      | T.U.F.F. Break Up                   | 2014. július 26.  |                      |                          |
| 2.      | T.U.F.F. Love / Soar Loser          | 2015. február 14. |                      |                          |
| 3.      | Dead Or A Lie / Tourist Trap        | 2015. február 28. |                      |                          |
| 4.      | Hide and Ghost Seek / Cod Squad     | 2015. március 7.  |                      |                          |
| 5.      | Barking Bad / Smarty Pants          | 2015. március 14. |                      |                          |
| 6.      | Great Scott / To Be Or Not To Bee   | 2015. március 21. |                      |                          |
| 7.      | While The Cats Away / Sweet Revenge | 2015. március 28. |                      |                          |
| 8.      | Puff Puppy / Stressed to Kill       | 2015. április 4.  |                      |                          |